# Platyscelidini
Platyscelidini — триба жуків родини Чорнотілки (Tenebrionidae). Ці жуки живуть у степах та горах Євразії.

## Роди
- Bioramix
- Microplatyscelis
- Myatis
- Oodescelis
- Platyscelis
- Somocoelia
- Somocoeloplatys
- Trichomyatis